# نیروگاه شهید بهشتی لوشان
نیروگاه شهید بهشتی لوشان (استان گیلان، شهرستان رودبار، در کیلومتر ۹۰ جاده قدیم قزوین - رشت، بهره‌برداری ۱۳۵۱)، یکی از نیروگاه‌های ایران از نوع حرارتی با ظرفیت تولید ۳۶۰ مگاوات است که شامل ۲ واحد گازی ۶۰ مگاواتی و ۲ واحد بخار ۱۲۰ مگاواتی ساخت شرکت زیمنس آلمان در زمینی به مساحت ۵۰ هکتار است.
سوخت این نیروگاه گاز طبیعی و سوخت پشتیبان نفت گاز (گازوئیل) است.
واحدهای بخش بخار در سال ۱۳۵۱ و واحدهای بخش گاز در سال ۱۳۵۶ به بهره‌برداری رسیده‌اند.

## میزان تولید برق نیروگاه در سال ۱۳۸۸
به گفته صفایی پورجمال، مدیرعامل نیروگاه، میزان تولید برق این نیروگاه در سال ۱۳۸۸، ۱ میلیون و ۶۰۴ هزار و ۱۶ مگاوات بوده‌است که در همین سال [۱۳۸۸] واحدهای بخش بخار به مدت ۱۰۷ روز و واحدهای بخش گاز به مدت ۶ ماه به دلیل عدم نیاز شبکه سراسری برق از مدار خارج بودند.